# Giovanni IV Lascaris
Giovanni IV Ducas Lascaris (in greco Ἰωάννης Δ΄ Δούκας Λάσκαρις?, Iōannēs IV Doukas Laskaris; Nicea, 25 dicembre 1250 – 1305 circa) è stato un imperatore bizantino.
Fu basileus dei romei dal 18 agosto 1258 fino al 25 dicembre 1261.

## Biografia
Salì al trono alla giovane età di otto anni dopo la morte del padre, Teodoro II. Teodoro aveva nominato come reggente il protovestiarios Giorgio Muzalon, a cui, per ordine imperiale, tutti i principali nobili avevano dovuto giurare fedeltà. Questa situazione era invisa a parte della aristocrazia, anche perché il protovestiarios era sospettato di avere in qualche modo causato la morte dell'Imperatore Teodoro grazie alla magia o al veleno; tra i suoi oppositori si distingueva Michele Paleologo, brillante generale che vedeva i suoi progetti di ascesa al trono frustrati dalla sua subordinazione al reggente. Quando perciò, nove giorni dopo la morte di Teodoro, Giorgio Muzalon fu massacrato insieme a tutta la sua famiglia durante una cerimonia religiosa a Magnesia, molti videro in Michele il responsabile della strage, tanto più che questo si era svolto in sua presenza, e lui non aveva mosso un dito per salvare il rivale.
In seguito alla scomparsa del protovestiarios, Michele si fece associare al trono il 1º gennaio 1259, ed ottenne il controllo del tesoro imperiale, situato a Magnesia. Utilizzando il denaro imperiale, il Paleologo si accattivò le simpatie di molti influenti personaggi, e soprattutto del clero. Fu grazie a questi appoggi che, nel 1261, alla conquista di Costantinopoli, Michele poté farsi nominare unico Imperatore dei Romani dal patriarca Arsenio, facendo poi il 25 dicembre del 1261, accecare ed imprigionare Giovanni IV Lascaris, nella fortezza di Dacibyza, sul mar di Marmara. Giovanni si fece monaco, prendendo il nome di Giosafà.
Nel 1290 ricevette la visita dell'Imperatore Andronico II Paleologo, figlio di Michele; in tale frangente l'Imperatore Andronico II chiese scusa a Giovanni, per ciò che il padre, suo predecessore come Basileus dei Romani, gli aveva fatto ventinove anni prima.
Giovanni IV Lascaris, morì probabilmente nel 1305, nella stessa fortezza in cui fu rinchiuso trentaquattro anni prima da Michele VIII Paleologo.
Sua sorella Eudossia Lascaris sposò il conte Guglielmo Pietro I di Ventimiglia dando origine ai Lascaris di Ventimiglia.

## Ascendenza
|                       |             |                       | Genitori                  |  |  | Nonni |  |  | Bisnonni         |  |  | Trisnonni |  |
|                       |             |                       |                           |  |  |       |  |  | Basilio Vatatzes |  |  | …         |  |
|                       |             |                       |                           |  |  |       |  |  | Basilio Vatatzes |  |  | …         |  |
|                       |             | …                     |                           |  |  |       |  |  | Basilio Vatatzes |  |  |           |  |
| Giovanni III Vatatze  |             |                       |                           |  |  |       |  |  | Basilio Vatatzes |  |  |           |  |
|                       |             | …                     | …                         |  |  |       |  |  |                  |  |  |           |  |
|                       |             | …                     | …                         |  |  |       |  |  |                  |  |  |           |  |
|                       |             | …                     | …                         |  |  |       |  |  |                  |  |  |           |  |
| Teodoro II Lascaris   |             | …                     |                           |  |  |       |  |  |                  |  |  |           |  |
|                       |             | Teodoro I Lascaris    | …                         |  |  |       |  |  |                  |  |  |           |  |
|                       |             | Teodoro I Lascaris    | …                         |  |  |       |  |  |                  |  |  |           |  |
|                       |             | Teodoro I Lascaris    | …                         |  |  |       |  |  |                  |  |  |           |  |
| Irene Lascarina       |             | Teodoro I Lascaris    |                           |  |  |       |  |  |                  |  |  |           |  |
|                       |             | Anna Comnena Angelina | Alessio III Angelo        |  |  |       |  |  |                  |  |  |           |  |
|                       |             | Anna Comnena Angelina | Alessio III Angelo        |  |  |       |  |  |                  |  |  |           |  |
|                       |             | Anna Comnena Angelina | Eufrosina Ducena Camatera |  |  |       |  |  |                  |  |  |           |  |
| Giovanni IV Lascaris  |             | Anna Comnena Angelina |                           |  |  |       |  |  |                  |  |  |           |  |
|                       | Ivan Asen I | …                     |                           |  |  |       |  |  |                  |  |  |           |  |
|                       | Ivan Asen I | …                     |                           |  |  |       |  |  |                  |  |  |           |  |
|                       | Ivan Asen I | …                     |                           |  |  |       |  |  |                  |  |  |           |  |
| Ivan Asen II          | Ivan Asen I |                       |                           |  |  |       |  |  |                  |  |  |           |  |
|                       |             | Elena-Eugenia         | …                         |  |  |       |  |  |                  |  |  |           |  |
|                       |             | Elena-Eugenia         | …                         |  |  |       |  |  |                  |  |  |           |  |
|                       |             | Elena-Eugenia         | …                         |  |  |       |  |  |                  |  |  |           |  |
| Elena Asen            |             | Elena-Eugenia         |                           |  |  |       |  |  |                  |  |  |           |  |
|                       |             | Andrea II d'Ungheria  | Béla III d'Ungheria       |  |  |       |  |  |                  |  |  |           |  |
|                       |             | Andrea II d'Ungheria  | Béla III d'Ungheria       |  |  |       |  |  |                  |  |  |           |  |
|                       |             | Andrea II d'Ungheria  | Agnese d'Antiochia        |  |  |       |  |  |                  |  |  |           |  |
| Anna Maria d'Ungheria |             | Andrea II d'Ungheria  |                           |  |  |       |  |  |                  |  |  |           |  |
|                       |             | Gertrude di Merania   | Bertoldo IV d'Andechs     |  |  |       |  |  |                  |  |  |           |  |
|                       |             | Gertrude di Merania   | Bertoldo IV d'Andechs     |  |  |       |  |  |                  |  |  |           |  |
|                       |             | Gertrude di Merania   | Agnese di Rochlitz        |  |  |       |  |  |                  |  |  |           |  |
|                       |             | Gertrude di Merania   |                           |  |  |       |  |  |                  |  |  |           |  |